# 香山街道 (北京市)

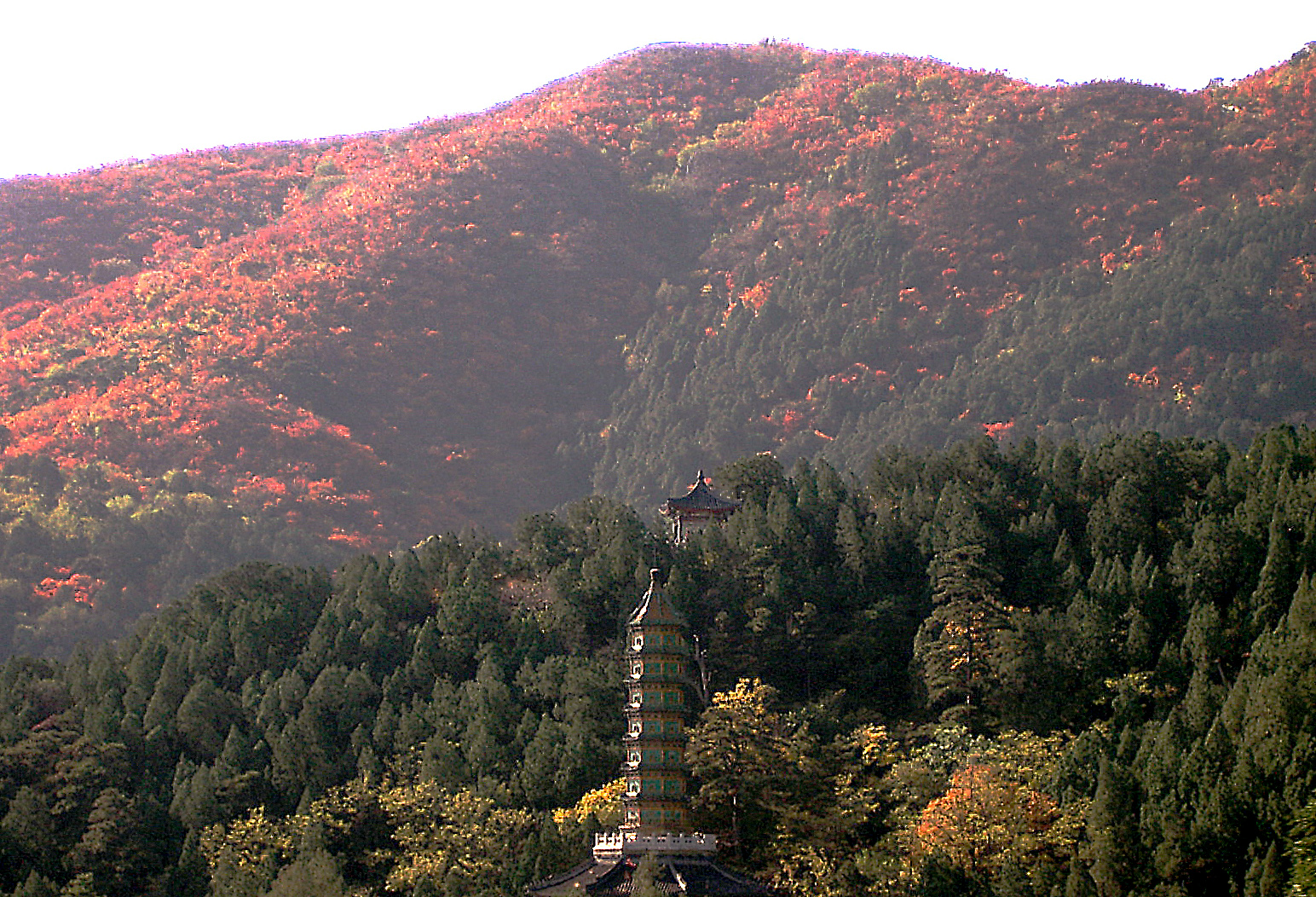
香山公园

香山街道，是中华人民共和国北京市海淀區下辖的一个乡镇级行政单位。

## 行政区划
香山街道下辖以下地区：
香山第一社区、香山第二社区、四王府社区、六号院社区、北炮社区和南植社区。